# Legazione apostolica di Ravenna
La legazione apostolica di Ravenna fu una suddivisione amministrativa dello Stato della Chiesa, istituita nel territorio della Romagna  con motu proprio di papa Pio VII del 6 luglio 1816. Nella sua conformazione definitiva confinava a nord con la legazione di Ferrara, a est con il Mar Adriatico, a sud con la legazione di Forlì e il Granducato di Toscana, a ovest con la legazione di Bologna.

Il territorio disponeva di tre porti marittimi: Primaro, Porto Corsini (Ravenna) e Cervia.
Era una delegazione di 1ª classe retta da un cardinale e aveva pertanto titolo di legazione. In seguito alla riforma amministrativa di Pio IX il 22 novembre 1850 confluì nella Legazione delle Romagne (I Legazione).

## Cronotassi dei legati apostolici
- Cardinale Alessandro Malvasia (6 settembre 1816 - 12 settembre 1819 deceduto)
- Cardinale Antonio Lamberto Rusconi
- Cardinale Agostino Rivarola (5 aprile 1824 - 13 maggio 1828 dimesso)
- Cardinale Vincenzo Macchi (16 luglio 1828 - 11 dicembre 1834 nominato prefetto della Congregazione del Concilio)
- Cardinale Luigi Amat di San Filippo e Sorso (19 dicembre 1837 - 14 novembre 1843 nominato prefetto dell'Economia della Congregazione di Propaganda Fide)
- Cardinale Francesco Saverio Massimo (14 novembre 1843 - 7 agosto 1846 nominato prefetto della Congregazione delle Acque)
  - Monsignore Giuseppe Bofondi (31 ottobre 1846 - 11 giugno 1847) (pro-legato apostolico)
- Cardinale Giuseppe Bofondi (29 ottobre 1847 - 1º febbraio 1848 nominato Cardinale Segretario di Stato di Sua Santità)
  - Monsignor Gaetano Bedini (21 maggio 1849 - 22 novembre 1850) (Commissario Straordinario Pontificio)

Dopo questa data la Legazione confluisce nella Legazione delle Romagne di cui viene nominato Pro Legato mons. Gaetano Bedini